# حشره‌خوار کنیایی
 حشره‌خوار کنیایی (نام علمی: Crocidura ultima) نام یک گونه از سرده حشره‌خوارهای دندان‌سفید است.